# Libor Pešek
Libor Pešek, KBE(honoraria) (Praga, 22 de junio de 1933-23 de octubre de 2022) fue un director de orquesta checo. 

## Biografía
Estudió en la Academia Musical de Praga dirección, piano, violonchelo y trombón. Tuvo como profesores, entre otros, a Václav Smetáček y a Karel Ančerl. Trabajó en los teatros de ópera de Plzeň y Praga. En 1958 fundó el grupo Armonía de Cámara de Praga, que dirigió hasta 1964. Entre 1981 y 1982 fue el director principal de la Orquesta Filarmónica Eslovaca. Director invitado entre 1982 y 1990 de la Orquesta Filarmónica Checa. Director musical de la Real Orquesta Filarmónica de Liverpool (1987-1998), dirige regularmente como director invitado otras importantes orquestas sinfónicas.

## Repertorio
Pešek es conocido especialmente por sus interpretaciones de música checa, sobre todo de las obras de Josef Suk y Vítězslav Novák.